# Udo Schütz

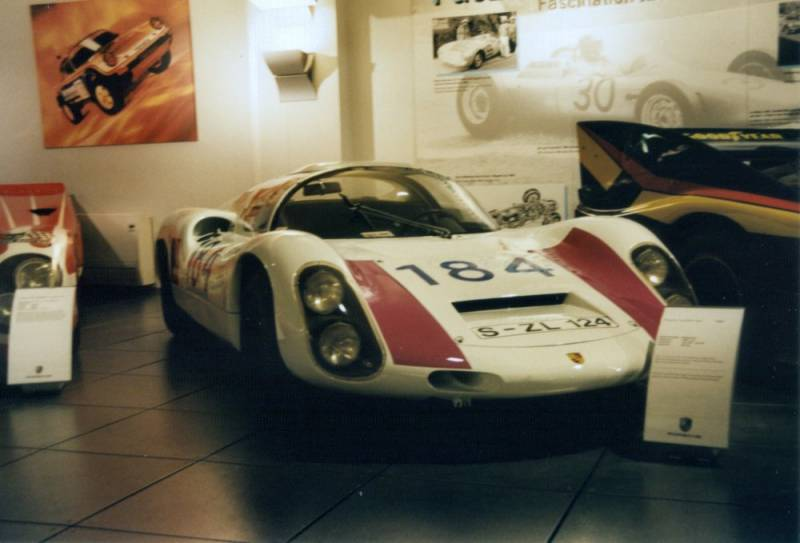
Der Porsche 910, mit dem Schütz 1967 gemeinsam mit Umberto Maglioli die Targa Florio bestritt

Udo Schütz (* 11. Januar 1937 in Selters) ist ein ehemaliger deutscher Automobilrennfahrer, Segler und Unternehmer.

## Karriere
Schütz begann seine Karriere als Rennfahrer Anfang der 1960er-Jahre. Mit einem Porsche 904 hatte er erste Erfolge und wurde alsbald von Porsche für Werkseinsätze engagiert. 1967 gewann er mit Joe Buzzetta auf einem Porsche 910 das 1000-km-Rennen auf dem Nürburgring und 1969 mit Gerhard Mitter auf einem Porsche 908/2 die Targa Florio. Insgesamt gewann Schütz 50 Rennen und die Deutsche Sportwagen-Meisterschaft 1966, zudem trug er zum Gewinn der Langstrecken-WM 1969 für Porsche bei. Der relativ schwere und hochgewachsene Schütz, auch „Stier von Selters“ genannt, war jedoch für die flachen Rennwagen eher ungeeignet, besonders dann, wenn die Wagen geschlossen waren. So ragte sein Kopf sogar ohne Helm bei Trainingsfahrten zur Targa Florio 1967 im Porsche 910 mit der Nummer 184, der heute im Porsche-Museum steht, über die Windschutzscheibe hinaus.
Beim 24-Stunden-Rennen von Le Mans 1969 verunglückte er nach 199 Runden im 908-Langheck nach einer Kollision mit dem Porsche 917 von Gérard Larrousse bei hoher Geschwindigkeit schwer, wurde beim Überschlag aus dem Wagen geschleudert, aber nur leicht verletzt. Da nur wenig später Gerhard Mitter beim Training zum Großen Preis von Deutschland tödlich verunglückte, trat Schütz vom Rennsport zurück. Er blieb bei seiner Entscheidung, auch, als die Scuderia Ferrari 1970 für den Ferrari 512S geeignete Fahrer suchte.
Schütz konzentrierte sich auf die Schütz-Werke im heimatlichen Selters (Westerwald), einen überregional bedeutsamen Anbieter von Containern. „Container“ war auch der Name seiner Rennyacht, die 1993 zusammen mit Pinta und Rubin XII für Deutschland den Admiral’s Cup gewann. 2008 ließ Schütz mit modernsten Materialien erneut eine „Container“ bauen.
2024 erhielt er für seine Entwicklung des Intermediate Bulk Containers die Rudolf-Diesel-Medaille für Nachhaltigste Innovationsleistung.

## Statistik

### Le-Mans-Ergebnisse
| Jahr | Team                       | Fahrzeug                         | Teamkollege    | Platzierung | Ausfallgrund |
| ---- | -------------------------- | -------------------------------- | -------------- | ----------- | ------------ |
| 1966 | Porsche System Engineering | Porsche 906/6 Carrera 6 Langheck | Peter de Klerk | Rang 6      |              |
| 1967 | Porsche System Engineering | Porsche 910                      | Joe Buzzetta   | Ausfall     | Motorschaden |
| 1969 | Porsche System Engineering | Porsche 908 Langheck             | Gerhard Mitter | Ausfall     | Unfall       |

### Sebring-Ergebnisse
| Jahr | Team                            | Fahrzeug        | Teamkollege    | Teamkollege     | Platzierung | Ausfallgrund    |
| ---- | ------------------------------- | --------------- | -------------- | --------------- | ----------- | --------------- |
| 1966 | Porsche System Engineering      | Porsche 904 GTS | Dieter Glemser |                 | Ausfall     | Getriebeschaden |
| 1967 | Porsche Auto                    | Porsche 906     | Rolf Stommelen | Gijs van Lennep | Ausfall     | Unfall          |
| 1969 | Porsche System Engineering Ltd. | Porsche 908/02  | Gerhard Mitter |                 | Rang 5      |                 |

### Einzelergebnisse in der Sportwagen-Weltmeisterschaft
| Saison | Team                                           | Rennwagen                                | 1   | 2   | 3   | 4   | 5   | 6   | 7   | 8   | 9   | 10  | 11  | 12  | 13  | 14  | 15  | 16  | 17  | 18  | 19  | 20  |
| ------ | ---------------------------------------------- | ---------------------------------------- | --- | --- | --- | --- | --- | --- | --- | --- | --- | --- | --- | --- | --- | --- | --- | --- | --- | --- | --- | --- |
| 1964   | Udo Schütz Scuderia Filipinetti                | Porsche 904                              | DAY | SEB | TAR | MON | SPA | CON | NÜR | ROS | LEM | REI | FRE | CCE | RTT | SIM | NÜR | MON | TDF | BRI | BRI | PAR |
| 1964   | Udo Schütz Scuderia Filipinetti                | Porsche 904                              |     |     |     |     |     |     |     | 12  |     |     | 14  |     |     |     |     |     |     |     |     |     |
| 1965   | Anton Fischhaber Udo Schütz Scuderia Lufthansa | Porsche 904 Abarth-Simca 1300 Bialbero   | DAY | SEB | BOL | MON | MON | RTT | TAR | SPA | NÜR | MUG | ROS | LEM | REI | BOZ | FRE | CCE | OVI | NÜR | BRI | BRI |
| 1965   | Anton Fischhaber Udo Schütz Scuderia Lufthansa | Porsche 904 Abarth-Simca 1300 Bialbero   |     |     |     |     |     |     |     |     | 11  |     | 8   |     |     |     |     |     |     | DNF |     |     |
| 1966   | Porsche Gerhard Koch Scuderia Lufthansa Abarth | Porsche 904 Porsche 906 Abarth 1300 SP   | DAY | SEB | MON | TAR | SPA | NÜR | LEM | MUG | CCE | HOK | SIM | NÜR | ZEL |     |     |     |     |     |     |     |
| 1966   | Porsche Gerhard Koch Scuderia Lufthansa Abarth | Porsche 904 Porsche 906 Abarth 1300 SP   | 8   | DNF | DNF |     | DNF | DNF | 6   |     |     | 4   |     | 34  | 3   |     |     |     |     |     |     |     |
| 1967   | Porsche Scuderia Lufthansa Abarth Switzerland  | Porsche 906 Porsche 910 Fiat-Abarth 1000 | DAY | SEB | MON | SPA | TAR | NÜR | LEM | HOK | MUG | BRH | CCE | ZEL | OVI | NÜR |     |     |     |     |     |     |
| 1967   | Porsche Scuderia Lufthansa Abarth Switzerland  | Porsche 906 Porsche 910 Fiat-Abarth 1000 | DNF | DNF | 8   |     | DNF | 1   | DNF |     | 1   | 11  |     | DNF | 70  |     |     |     |     |     |     |     |
| 1968   | Autodelta                                      | Alfa Romeo T33                           | DAY | SEB | BRH | MON | TAR | NÜR | SPA | WAT | ZEL | LEM |     |     |     |     |     |     |     |     |     |     |
| 1968   | Autodelta                                      | Alfa Romeo T33                           | 5   |     | DNF |     | DNF | 7   |     |     |     |     |     |     |     |     |     |     |     |     |     |     |
| 1969   | Porsche                                        | Porsche 908 Porsche 917                  | DAY | SEB | BRH | MON | TAR | SPA | NÜR | LEM | WAT | ZEL |     |     |     |     |     |     |     |     |     |     |
| 1969   | Porsche                                        | Porsche 908 Porsche 917                  | 24  | 5   | 3   | DNF | 1   | DNF | 31  | DNF |     |     |     |     |     |     |     |     |     |     |     |     |